# Michael Miebach (Unternehmer)

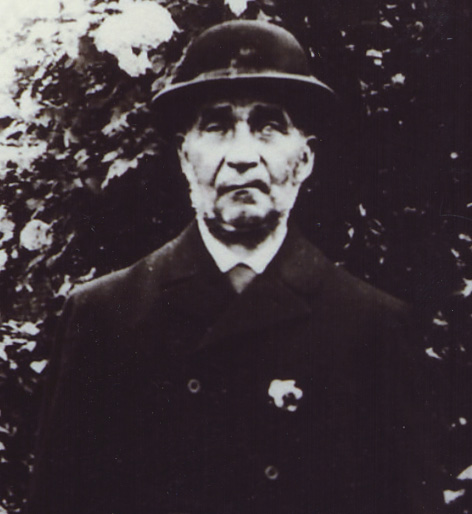
Porträt Michael Miebach (um 1910)

Michael Miebach (* 11. Juni 1828 in Köln; † 25. August 1916 ebenda) war ein deutscher Bauunternehmer in Köln-Kalk.

## Leben
Miebach wurde als Sohn des Maurers Peter Miebach und dessen Ehefrau Christina Becker geboren und wuchs im rechtsrheinischen Köln-Langel auf. Nach dem Besuch der Schule erlernte er das Handwerk seines Vaters und wurde Maurermeister. 1863 heiratete er Anna Maria Becker aus Langel. Im Anschluss wirkte er für sechs Jahre als Maurermeister in Bensberg. Nach der Geburt seiner beiden Söhne ließ er sich in Köln-Kalk nieder, einem Stadtteil, der sich in jener Zeit von einem bedeutungslosen Dorf zu einem wohlhabenden Industriestandort entwickelte. Dort gründete er in der Kalker Hauptstraße 285 ein Baugeschäft und baute sowohl für die Bürger von Kalk und Höhenberg als auch für die Industrie bzw. die katholische Kirche. Ende des 19. Jahrhunderts führte er ein erfolgreiches Unternehmen, dem eine Werkschreinerei, eine Ringofenziegelei sowie mehrere große Kiesgruben angeschlossen waren. Außerdem betrieb er ein Kunststeingeschäft einschließlich eines Ateliers für Grabmonumente. Noch vor dem Ersten Weltkrieg hatte er seinen Betrieb an die Söhne abgegeben. 1916 starb er hochbetagt in seinem Haus in Köln-Lindenthal.

## Bauwerke (Auswahl)

### Hochbauten
- ab 1877–1883: St. Nikolaus in Bensberg
- 1882/83: Kath. Krankenhaus St. Joseph in Köln-Kalk[2]
- 1896: Höhere Knabenschule (Progymnasium) in Köln-Kalk[3]
- 1900–1902: Kath. Pfarrkirche St. Joseph in Köln-Kalk
- 1908–1910: Kath. Pfarrkirche St. Elisabeth in Köln-Höhenberg[4]

#### Bilder von den Hochbauten (Auswahl)

Krankenhaus St. Joseph im Jahre 1896
Progymnasium für Jungen im Jahre 1902
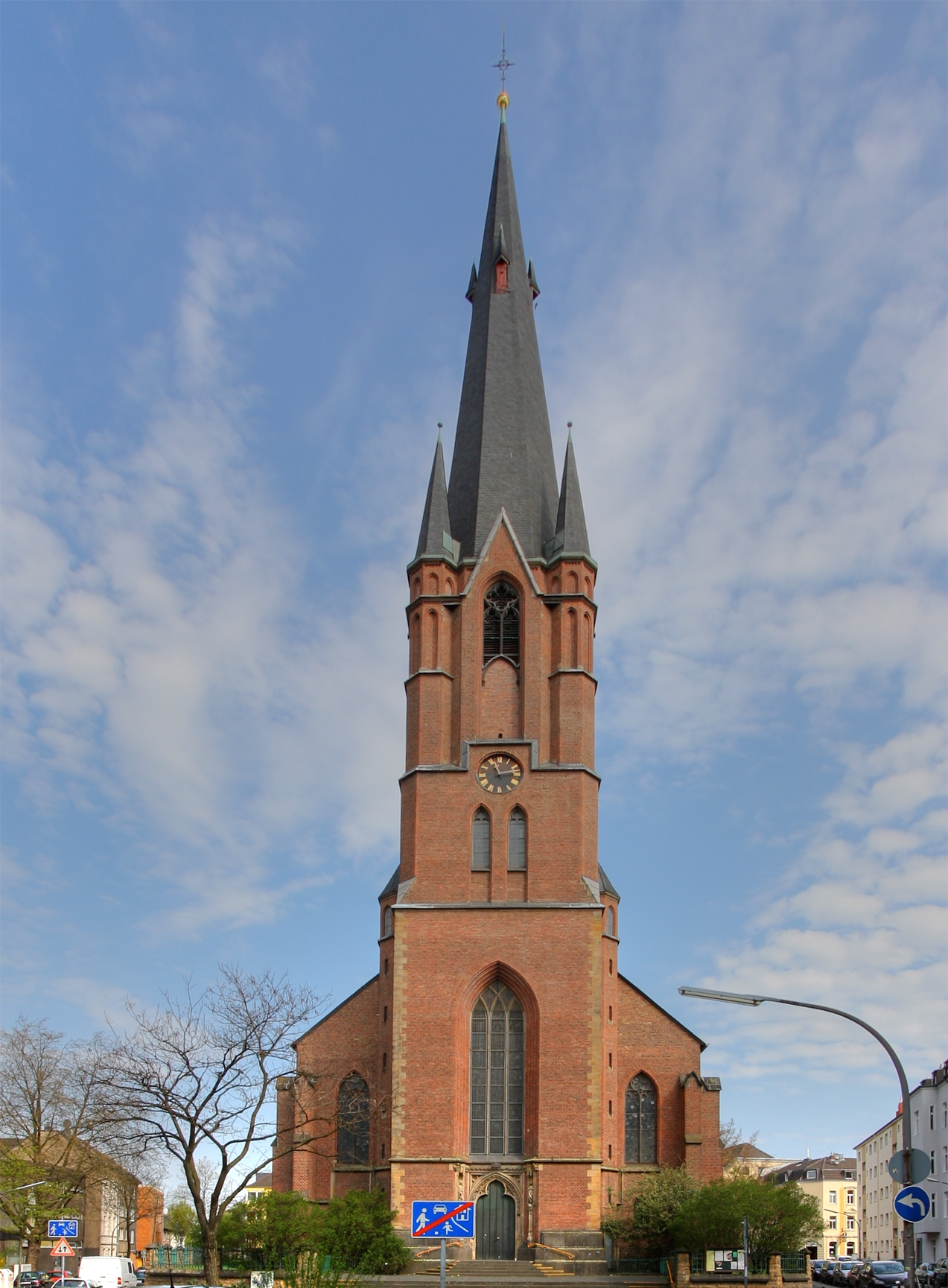
Nach dem Zweiten Weltkrieg neu errichtete St. Josephs Kirche
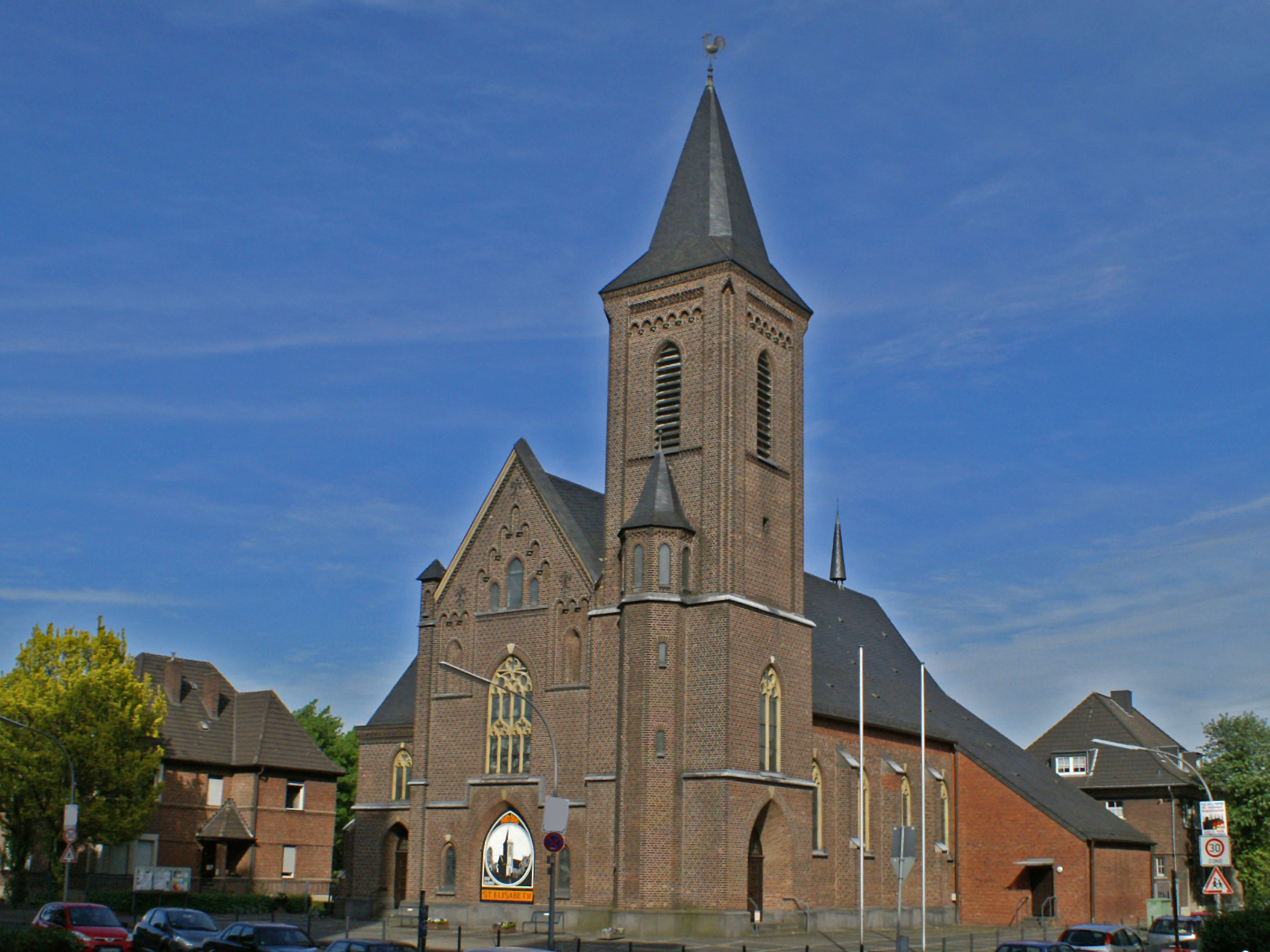
St. Elisabeth in Köln-Höhenberg

### Grabmäler
- 1900: Grabmal Bürgermeister Thumb (1844–1900)[5], Kalker Friedhof in Merheim(Fl. 13, Nr. 13)[6]
- 1900: Grabmal Mülhens/Häussermann/Müller, Friedhof Köln-Melaten (Fl. 84, Nr. 117–118)[7]
- 1901: Grabmal Sibilla und Michael Betz, Alter Kalker Friedhof (Nr. 34)[1]

#### Bilder von den Grabmälern (Auswahl)

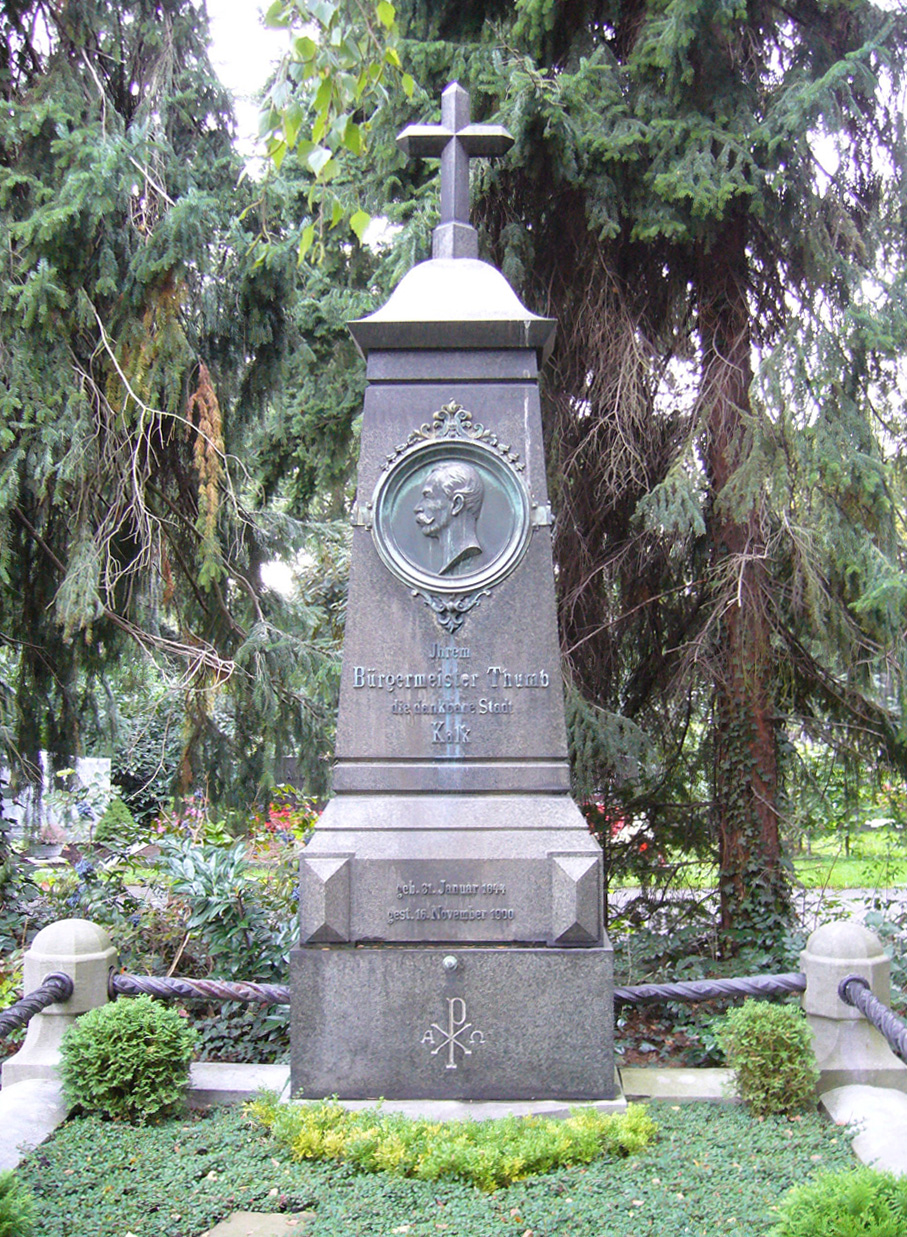
Grabmal des Kalker Bürgermeisters Aloys Thumb, Kalker Friedhof in Merheim
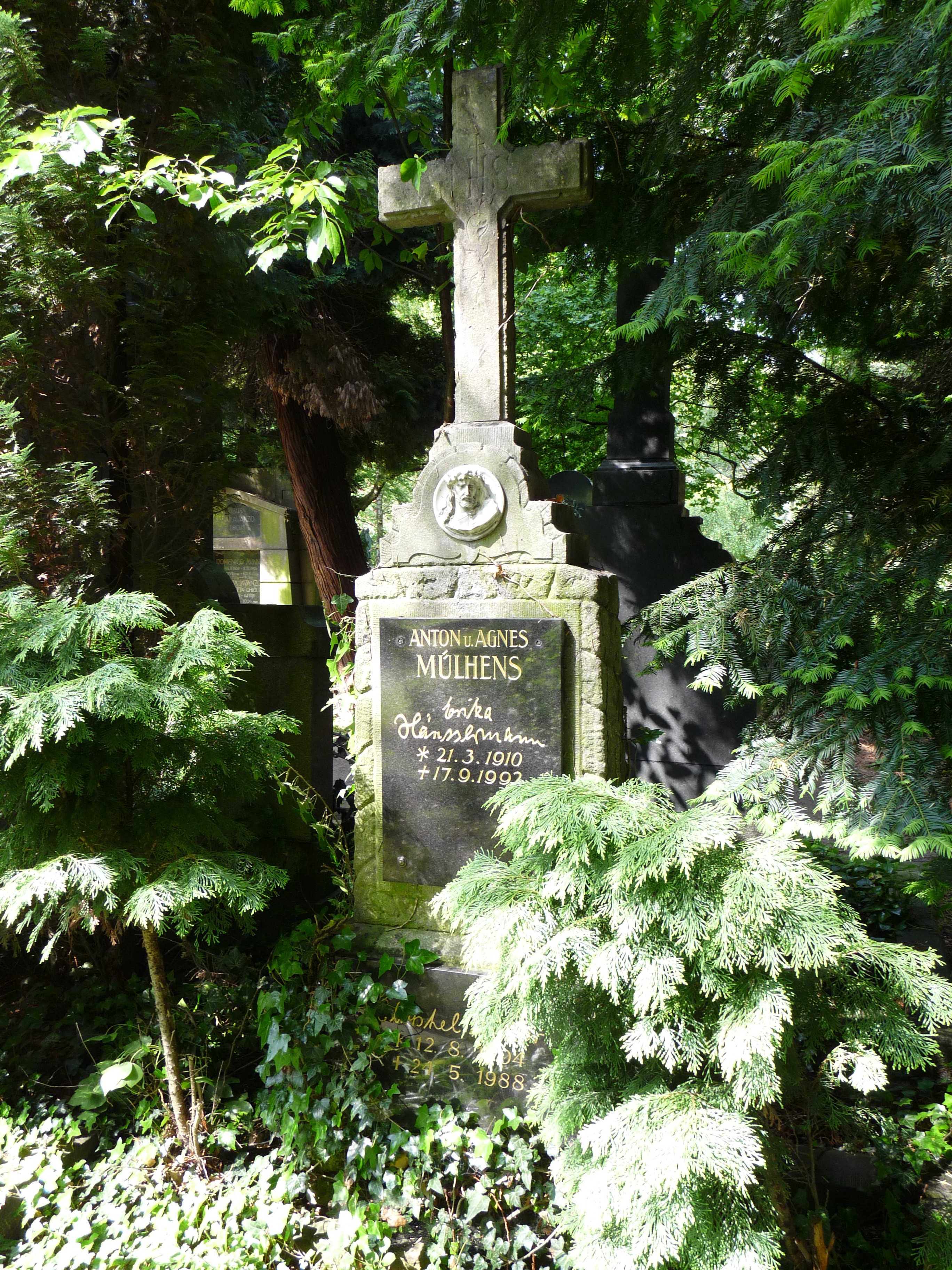
Grabmal Mülhens, Häussermann, Müller, Friedhof Köln-Melaten (Fl. 84, Nr. 117–118)
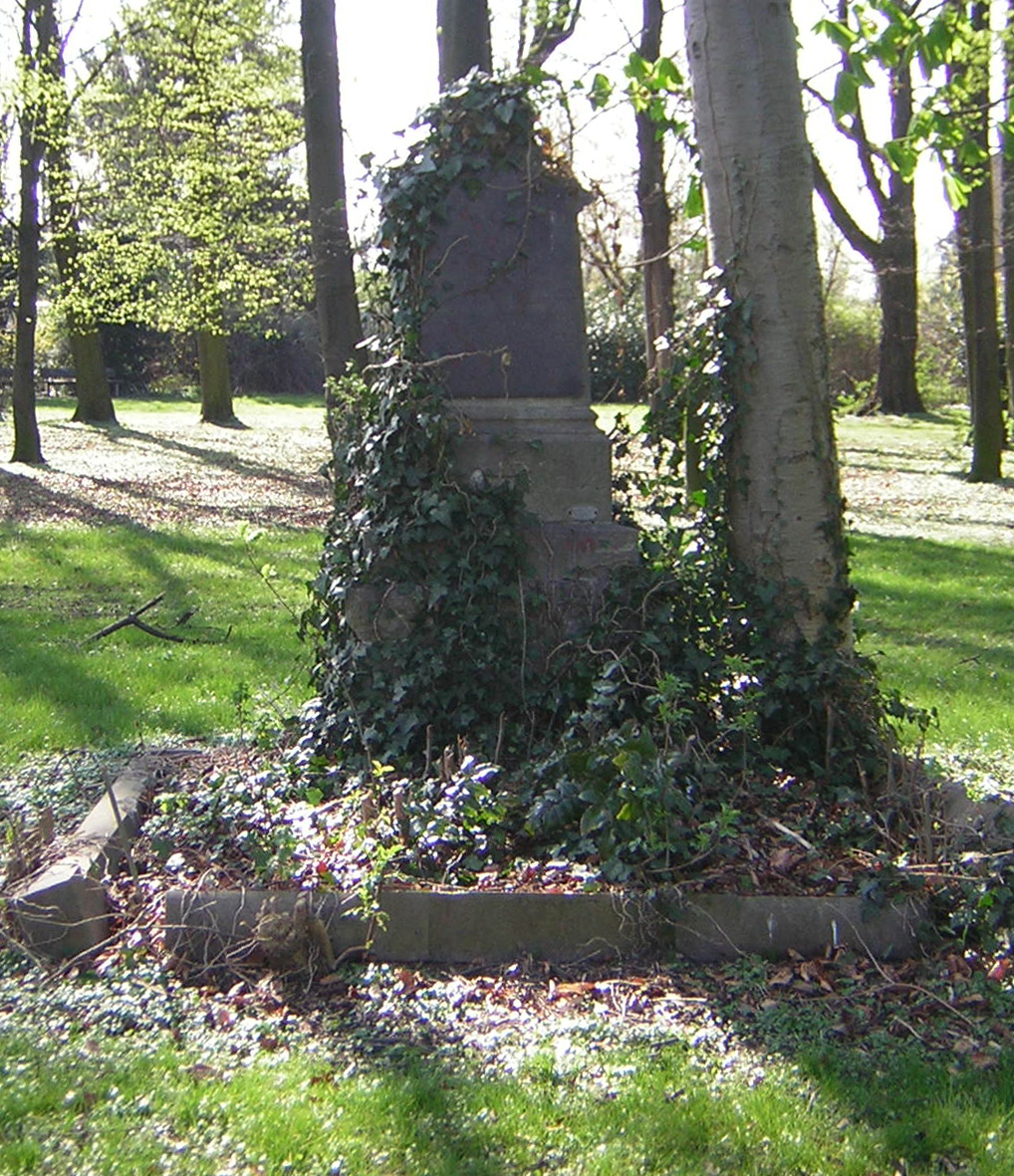
Grabmal Sibilla und Michael Betz, Alter Kalker Friedhof (Nr. 34)
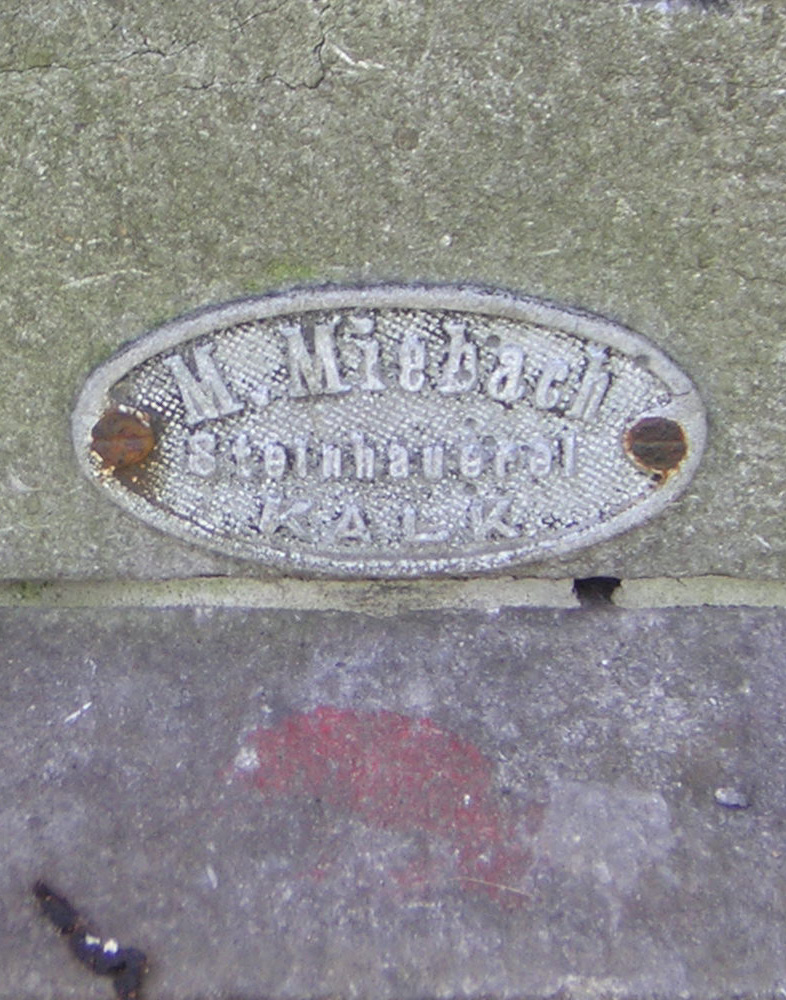
Firmenschild von M. Miebach am Grabmal Betz, Alter Kalker Friedhof (Nr. 34)